# تیم ملی گلبال مردان ایران

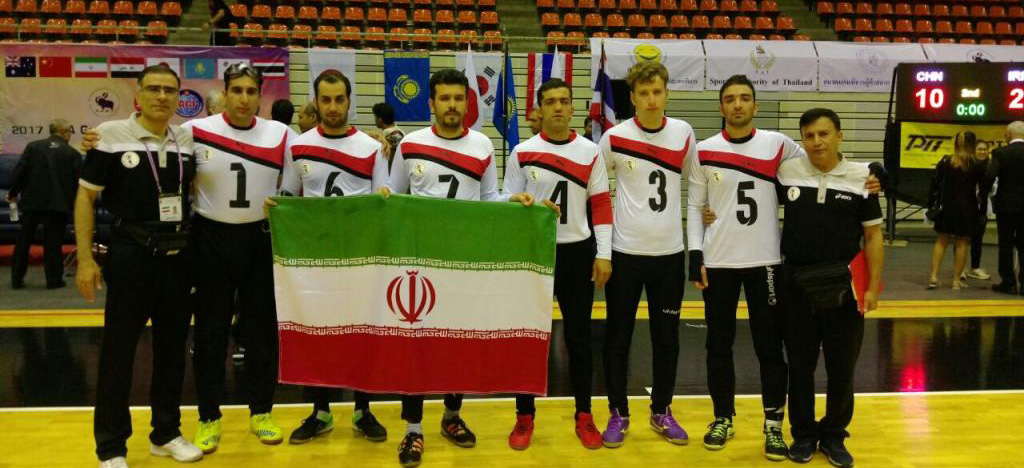
تیم ملی گلبال مردان ایران

تیم ملی گلبال مردان ایران نماینده گلبال ایران در مسابقات بین‌المللی است که زیر نظر فدراسیون ورزش‌های جانبازان و معلولین فعالیت می‌کند.

## فهرست بازیکنان
| شماره پیراهن | نام              | تاریخ تولد |
| ------------ | ---------------- | ---------- |
|              | مصطفی شهبازی     |            |
|              | حسن جعفری        |            |
|              | محمد پرنیا       |            |
|              | مهدی عباسی       |            |
|              | محمدمهدی نفیسی   |            |
|              | محمدمهدی زارعی   |            |
|              | خلیل شهریاری‌نسب  |            |
|              | نعمت‌الله سرافراز |            |

سرمربی : بهمن دوستی والا
مربی : محمد کرم کولیوند

## تاریخچه
ورزش نابینایان در ایران پس از انقلاب اسلامی سال ۵۷ فعالیت خود را آغاز کرد. در این زمان با تشکیل سمیناری در تهران نیاز آغاز به کار رشته‌های نابینایان احساس و در راستای ترویج و توسعهٔ آن پیگیری به عمل آمد. با تأسیس فدراسیون ورزش‌های جانبازان و معلولان در کشور ورزش نابینایان نیز تحت پوشش این فدراسیون قرار گرفت. اولین رشته ورزشی که رسماً جهت نابینایان و کم بینایان برنامه‌ریزی شد و فعالیت آن به صورت سراسری در اکثر نقاط و استان‌های کشور آغاز گردید گلبال بود. تیم ملی گلبال ایران نیز رسماً در سال ۱۳۶۷ مطابق با ۱۹۸۸ میلادی تشکیل و در مسابقات دوستانه آلمان (۱۹۸۸)، پارالمپیک سئول (۱۹۸۸)، مسابقات کاپ مجارستان (۱۹۹۲)، تورنمنت ایتالیا (۱۹۹۶)، جام جهانی اسپانیا (۱۹۹۸)، مسابقات جهانی کانادا (۲۰۰۳)، مسابقات کشورهای اسلامی (۲۰۰۵ عربستان سعودی) و پارالمپیک پکن (۲۰۰۸) و … شرکت نموده‌است. در جریان مسابقات پارالمپیک ۱۹۹۸ سئول، تیم گلبال ایران حاضر به مسابقه با اسرائیل نشد و ۱۰ سال از حضور در رقابت‌های جهانی محروم شد.

## تورنمنت‌ها

### بازی‌های پارالمپبک
| سال   | رده            | بازی | برد | برابر | باخت |
| ----- | -------------- | ---- | --- | ----- | ---- |
| ۱۹۷۶  | حاضر نبود      | -    | -   | -     | -    |
| ۱۹۸۰  | حاضر نبود      | -    | -   | -     | -    |
| ۱۹۸۴  | حاضر نبود      | -    | -   | -     | -    |
| ۱۹۸۸  | حاضر نبود      | -    | -   | -     | -    |
| ۱۹۹۲  | حاضر نبود      | -    | -   | -     | -    |
| ۱۹۹۶  | حاضر نبود      | -    | -   | -     | -    |
| ۲۰۰۰  | حاضر نبود      | -    | -   | -     | -    |
| ۲۰۰۴  | حاضر نبود      | -    | -   | -     | -    |
| ۲۰۰۸  | مرحله گروهی    | ۵    | ۲   | ۰     | ۳    |
| ۲۰۱۲  | یک چهارم نهایی | ۶    | ۴   | ۰     | ۲    |
| ۲۰۱۶  | حاضر نبود      | -    | -   | -     | -    |
| مجموع | ۲/۱۱           | ۱۱   | ۶   | ۰     | ۵    |

### قهرمانی جهان
| سال   | رده      | بازی | برد | برابر | باخت |
| ----- | -------- | ---- | --- | ----- | ---- |
| ۲۰۱۸  | راه یافت | -    | -   | -     | -    |
| مجموع | ۱/۱      | -    | -   | -     | -    |

### بازی‌های پارآسیایی
| سال   | رده    | بازی | برد | برابر | باخت |
| ----- | ------ | ---- | --- | ----- | ---- |
| ۲۰۱۰  | سوم    | ۶    | ۴   | ۰     | ۲    |
| ۲۰۱۴  | قهرمان | ۵    | ۵   | ۰     | ۰    |
| مجموع | ۲/۲    | ۱۱   | ۹   | ۰     | ۲    |

### قهرمانی آسیا
| سال   | رده    | بازی | برد | برابر | باخت |
| ----- | ------ | ---- | --- | ----- | ---- |
| ۲۰۱۷  | قهرمان | ۵    | ۵   | ۰     | ۰    |
| مجموع | ۱/۱    | ۱۱   | ۹   | ۰     | ۲    |

## نتایج

### ۲۰۲۴

#### آلمان
مسابقات دوستانه آلمان ۶ بازی 
گروه‌بندی تورنمنت بین‌المللی آلمان به این شرح است: 
گروه A: برزیل، ژاپن، سوئد، مونته‌نگرو، آلمان، ایران، لهستان
گروه B: لیتوانی، آمریکا، اوکراین، فنلاند، کره جنوبی، مصر، دانمارک
تیم ملی گلبال مردان کشورمان در این مسابقات با تیم‌های برزیل، ژاپن، سوئد، آلمان، لهستان و مونته‌نگرو همگروه بود و مقابل سوئد، آلمان و لهستان به برتری دست یافت و مغلوب تیم‌های ژاپن، برزیل و مونته‌نگرو شد.

#### ترکیه
مسابقات ترکیه (چهار بازی دوستانه تیرماه ۱۴۰۳) ۴ برد برای ایران
نتایج:
1. ایران ۱۰–۴ ترکیه
2. ایران ۱۴–۴ ترکیه
3. ایران ۱۴–۴ ترکیه
4. ایران ۱۲–۲ ترکیه

### ۱۳۸۴
مسابقات بین‌المللی ایتالیا ۱۳۸۴ 